# Galopamil
Galopamilul este un medicament din clasa blocantelor canalelor de calciu, fiind utilizat în tratamentul unor aritmii. Este un analog de verapamil.